# Hagenbach (Rajna-vidék-Pfalz)
Hagenbach település Németországban, a Rajna-vidék-Pfalz tartományban. Lakosainak száma 5551 fő (2023. december 31.).

## Lakosság
A település népessége az elmúlt években az alábbi módon változott:
| Lakosok száma | 4334 | 5416 | 5523 | 5460 | 5518 | 5551 |
|               | 1975 | 2017 | 2019 | 2021 | 2022 | 2023 |